# Comtat de Kings (Califòrnia)
Comtat de Kings - Kings County (anglès) - és un Comtat dels Estats Units situat a la Vall Central de Califòrnia, al sud del comtat de Fresno. Es troba en una rica regió agrícola i té, segons el cens de 2020, 152.486 habitants. La seu del comtat és City of Hanford.

## Història
El comtat de Kings es va formar el 1893 a partir de la divisió del comtat de Tulare i la seva part occidental. El 1909 es va afegir una part del comtat de Fresno al comtat de Kings.
El comtat rep el nom del riu Kings. El pare Muñoz relata l'any 1806 al seu quadern de bord que va ser descobert l'any 1805 pels exploradors que l'anomenaren Rio de los Santos Reyes.

## Geografia
El comtat de Kings té una superfície de 3.604 km². El seu terreny cobreix 3.603 km² mentre que l'aigua només en representa el 0,04% de la superfície del comtat.
La major part del llac Tulare es trobava al comtat de Kings. Encara que es va assecar pel reg intensiu dels camps durant el segle xix; tanmateix, es considera que va ser un dels llacs d'aigua dolça més grans situats a l'oest dels Grans Llacs.
La serralada Pyramid Hills s'estén a l'oest del comtat.

### Localitats
- Armona
- Avenal
- Corcoran
- City of Hanford
- Home Garden
- Kettleman City
- Lemoore
- Lemoore Station
- Stratford

### Comtats adjacents
- Comtat de Kern - sud
- Comtat de Tulare - est
- Comtat de Fresno - nord, nord-oest
- Comtat de Monterey - oest
- Comtat de San Luis Obispo - sud-oest

## Demografia
| 1r abril 2010 | 1r juliol 2010 | 1r abril 2020 |
| 152.982       | 152.417        | 152.486       |

Piràmide de població del comtat de Kings, basada en els resultats del cens de 2000.

El comtat de Kings tenia una població 141.434 habitants al cens dels Estats Units del 2000, incloses 26.983 famílies en 34.418 llars. La població era de 141.434 habitants l'any 2007. L'any 2000, la densitat era de 36 habitants/km² i hi havia 36.563 habitatges. Entre els habitants, n'hi havia un 58,6% de blancs, 8,30% de negres o afroamericà, 1,68% nadiu americà, 3,07% asiàtic, 0,19% d’oceànics, 28,28% d'altres races i 4,79% de dues o més races. Finalment, el 43,61% de la població va declarar ser hispana o llatina.
Durant el cens de l'any 2000 hi havia 34.418 llars constituïdes d'aquesta manera: el 46,40% de pares que encara viuen amb almenys un dels seus fills menors, el 58,00% de parelles casades, el 14,30% de dones solteres o divorciades, el 21,60% no eren familiars, 17,00% de solters i finalment un 6,80% d'una persona més gran de 65 anys.
El 29% de la població són joves menors de 18 anys, l'11,4% adults entre 18 i 24 anys, el 35% entre 25 i 44 anys, el 16,80% entre 45 i 64 anys, i el 7,40% de gent gran de 65 i més anys. La mitjana d'edat era de 30 anys. Per cada 100 dones, hi havia 134,80 homes i per cada 100 dones de 18 i més anys, hi havia 148,80 homes.
La renda mitjana per llar fiscal era de 35.749 dòlars i augmentava a 38.111 dòlars per a les famílies. Un home guanyava de mitjana 31.700 dòlars en comparació amb els 24.772 dòlars de les dones. La renda per càpita del comtat era de 15.848 dòlars. Sobre el 15,80% de famílies i el 19,50% de la població total vivia per sota del llindar de pobresa. N'hi havia entre ells un 25,90% de joves menors de 18 anys i un 8,08% de persones de 65 i més anys.